# Tiorba
La tiorba (de l'italià tiorba, deformació de tiorbo, "miop", al seu torn derivat del llatí turbulos, "tèrbol") és un instrument de corda pinçada de la família del llaüt barroc de grans dimensions, amb dos clavillers o mànecs, el segon amb bordons sense trastejar, que sonen a l’aire i no poden ser modificats per la mà esquerra. Té entre 14 i 16 ordres: set sobre el mànec amb trasts, i set o nou lligats al segon claviller. La tiorba va aparèixer a Itàlia cap a finals del segle xvi. Va gaudir de gran favor durant els segles xvi i xvii. En la classificació de Hornbostel-Sachs pertany al grup 321.321 dels llaüts amb caixa de ressonància en forma de bol.
La seva invenció s'atribueix al llaütista Antonio Nardi, de sobrenom «el Bardella», que va estar a Florència al servei dels Médici.
A finals del segle xviii desaparegué com a instrument de concert i de societat per a deixar pas a la guitarra.

## Tipus de tiorba

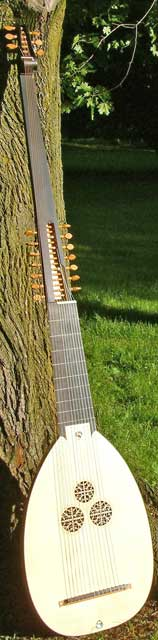
Tiorba

Michael Praetorius, el 1619, diferencià dos models de tiorba: la tiorba paduana i la tiorba romana o chitarrone.
La primera tenia la forma d'un llaüt de 16 ordres —8 sobre el mànec i 8 bordons— i dos clavillers, normal el primer, rematant l'allargament del mànec el segon. L'ampliació de les dimensions de la caixa va redundar en detriment de les cordes més agudes, que s'afinaven a l'octava inferior.
La tiorba romana o guitarró, era un llaüt baix de 14 ordres, 6 dels quals sobre el mànec i 8 bordons. També en aquest els dos primers ordres s'afinen a l'octava inferior. Es caracteritzava, segons Praetorius, per l'extraordinària llargària del mànec. A més el fons de la caixa podia ser pla.
No es creu que aquests fossin els únics instruments derivats del llaüt. Adriano Banchieri parla en una de les obres d'un arpicordo lautado, instrument que reuneix les qualitats de l'arpa i del llaüt, i d'un arpaguitarró, d'invenció pròpia, que en els greus té l'efecte del guitarró i en els aguts s'assembla a l'arpa. En la música de Monteverdi el guitarró ocupa un lloc important en l'execució del baix continu, juntament amb l'orgue. Satisfeia plenament les exigències dels músics, que aconseguien realitzar el baix continu en aquest instrument fins i tot amb elaborades figuracions. I això fins a la meitat del segle xvii.